# Більбергія
Більбергія (Billbergia) — рід трав'янистих вічнозелених епіфітних рослин родини Бромелієві (Bromeliaceae). Деякі види — популярні квітучі кімнатні рослини.
Види цього роду поширені переважно в Бразилії; деякі види зустрічаються і в інших регіонах Південної і Центральної Америки, в тому числі в Аргентині, Болівії та Мексиці.
Рід названий в 1821 році Карлом Тунбергом на честь шведського ботаніка, зоолога і юриста Густава Більберга.